# Junkie XL
Tom Holkenborg (Lichtenvoorde, Holanda, 8 de dezembro de 1967), mais conhecido por seu nome artístico Junkie XL, e às vezes como JXL, é um músico, compositor, produtor e DJ holandês.

## Discografia

### Álbuns
- Saturday Teenage Kick (1997)
- Big Sounds of the Drags (1999)
- Radio JXL: A Broadcast From the Computer Hell Cabin (2003)
- Today (2006)
- Booming Back at You (2008)

### Trilhas sonoras
- Music From SSX Blur - apenas no iTunes (2007)
- Need For Speed: Pro Street - apenas no iTunes (2007)
- God of War II (2007)
- 300: Rise of an Empire (2014)
- Divergent (2014)
- The Amazing Spider-Man 2: Rise of Electro (2014) com Hans Zimmer e The Magnificent Six
- Mad Max: Fury Road (2015)
- Black Mass (2015)
- Deadpool (2016)
- Batman v Superman: Dawn of Justice (2016) com Hans Zimmer
- Tomb Raider (2018)
- Alita: Battle Angel (2019)
- Terminator: Dark Fate (2019)
- Sonic: The Hedgehog (2020)
- Scoob! (2020)
- Zack Snyder's Justice League (2021)
- Godzilla Vs. Kong (2021)
- Army of the Dead (2021)
- The 355 (2022)
- Sonic the Hedgehog 2 (2022)
- Three Thousand Years of Longing (2022)
- Rebel Moon (2023)
- Furiosa (2024)

### Bootlegs
- The Castbreeder (ao vivo)

### Singles/EPs
- "Def Beat" 12" 1997
- "Billy Club" CDS 1997
- "Saturday Teenage Kick" CDS 1998
- "Zerotonine" CDS 1999
- "Love Like Razorblade" CDS 2000
- "Future in Computer Hell"
- "Dance Valley 2000" CDS
- "Action Radius"
- "Beauty Never Fades" 12" (com Saffron, também aparece no trailer "EVE Never Fades" para Eve Online)
- "Breezer" 12" (com Sasha)
- "Catch Up To My Step" CDS 2003 (com Solomon Burke) #40 (BEL), #63 (UK)
- "Don't Wake Up Policeman" CDS 2003 (com Peter Tosh)
- "Between These Walls" CDS 2004 (com Anouk) #35 (NL)
- "Obsession" (com DJ Tiësto) #56 (UK)
- "Crusher" (com Saffron)
- "Red Pill Blue Pill" 2003
- "UR / A Tear In The Open" 2005
- "Today" CDS 2006
- "Colossus of Rhodes"
- "More EP" #40 (US) Billboard: Global Dance Track[4]
- "More More"
- "Cities in Dust" (cover de Siouxsie & The Banshees)
- "Beating Back At You Vol 1 (More Progressive)"
- "Beating Back At You Vol 2 (More Techno)"

### Remixes
| - 1997 Fear Factory - Burn - 1997 Fear Factory - Cyberdyne - 1997 Fear Factory - Refueled - 1997 Fear Factory - Genetic Blueprint - 1997 Fear Factory - Bionic Chronic - 1997 Dog Eat Dog - Step Right In - 1998 3 Colours Red - Paralyse - 1998 Project Pitchfork - Carnival - 1998 (HED) P.E. - Serpent Boy - 1999 Fear Factory - Cars - 1999 Fear Factory - Descent - 1999 Kong - Yèllow Mystiç - 1999 Soulfly - Umbabarauma - 1999 Tanith - T.A.N.I.T.H. - 2000 DJ Sandy vs. Housetrap - Overdrive - 2000 Shanks & Bigfoot - Sing-A-Long - 2000 Praga Khan - Power of The Flower - 2000 Junkie XL - Zeronotine - 2000 Way Out West - UB Devoid - 2001 Ayumi Hamasaki - Vogue - 2001 Conjure One - Redemption - 2002 Natalie Imbruglia - Beauty On The Fire - 2002 Elvis Presley - A Little Less Conversation - 2002 Fischerspooner - Emerge - 2002 Rammstein - "Feuer frei!" - 2003 Conjure One - Center of The Sun - 2003 Syntax - Pray - 2003 Dave Gahan - Dirty Sticky Floors - 2003 Infusion - Legacy - 2003 BT - Somnambulist (Simply Being Loved) - 2003 Fear Factory - Edgecrusher - 2003 Junkie XL - Between These Walls - 2003 Junkie XL - Angels | - 2003 Mylène Farmer - XXL - 2003 Scissor Sisters - Mary - 2004 Michael Bublé - Spider-Man theme song - 2004 Britney Spears - Outrageous - 2004 Beastie Boys - Fight For Your Right - 2004 Ryukyu Underground - Seragaki - 2004 Sarah McLachlan - World On Fire - 2005 Tiësto - UR/A Tear in the Open - 2005 Britney Spears - And Then We Kiss - 2005 The Crew Cuts - Sh-Boom - 2005 The Go-Go's - Our Lips Are Sealed - 2005 Culture Club - I'll Tumble 4 Ya - 2006 Niyaz - Dilruba - 2006 Mark Mothersbaugh - The Sims Theme - 2006 Coldplay - Talk - 2006 Scissor Sisters - Land of a Thousand Words - 2006 Yonderboi - People Always Talk About The Weather - 2006 UNKLE - Burn My Shadow - 2007 melody. - Feel The Rush - 2007 Fatboy Slim - Weapon of Choice - 2007 Avril Lavigne - Girlfriend - 2007 Junkie XL - Colossus of Rhodes - 2007 Justin Timberlake - What Goes Around... - 2007 Junkie XL - More EP - 2007 Britney Spears - Gimme More - 2008 Junkie XL - Cities in Dust - 2008 Junkie XL - Not Enough - 2008 Madonna e Justin Timberlake - 4 Minutes - 2008 Eagles of Death Metal - Don't Speak - 2008 Jape - I Was A Man - 2008 Tom Jones - Feels Like Music - 2008 Lisa Miskovsky "Still Alive" (Soundtrack for EA's new DICE game "Mirror's Edge") - 2009 Nami Tamaki Álbum- Tamaki Nami Reproduct Best (All Remixed Songs) |

## Aparições em jogos eletrônicos
- The Need For Speed (1995)
- Test Drive 5 (1998)
- Need for Speed: High Stakes (1999)
- Gran Turismo 3 (2001)
- Quantum Redshift (2002)
- EVE Online (2003)
- Need for Speed: Underground (2003)
- The Sims 2 (2004)
- Forza Motorsport (2005)
- Destroy All Humans! (2005)
- Burnout Revenge (2005)
- Burnout Legends (2005)
- The Matrix: Path of Neo (2005)
- Need for Speed: Carbon (2006)
- DanceDanceRevolution SuperNOVA2 (2007)
- God of War 2 (2007)
- SSX Blur (2007)
- FIFA 08 (2007)
- Need For Speed: Pro Street (2007)
- Burnout Paradise (2008)
- FIFA Street 3 (2008)
- Mirror's Edge (2008)
- The Sims 3 (2009)
- Fifa 09 (2009)